# Andrés Bazán Frías
Andrés Bazán Frías (San Miguel de Tucumán, 10 de noviembre de 1895-íbídem, 13 de enero de 1923) fue un bandolero argentino que murió a manos de la policía y que, con el tiempo, dio origen a un mito popular y se transformó en el santo popular más importante de Tucumán, apodado “el Robin Hood tucumano”. Versiones no confirmadas dicen que era apodado “El manco” por la cicatriz que tenía en un dedo.

## Biografía
Bazán Frías nació y vivió en una zona pobre de San Miguel de Tucumán llamada “Los siete lotes”. Era hijo del policía Juan Bazán y de Aurora Frías, que le inculcó la religión católica. Trabajó como yesero y después como camarero en la confitería Petit Pensión, un local frecuentado por artistas de un teatro cercano. Se afilió al sindicato y hay versiones según la cual allí adquirió ideas anarquistas. Su primer registro policial data del 24 de diciembre de 1915 y hay versiones disímiles respecto del motivo: una es que se peleó durante un festejo con un vecino, Toribio Estrada, y que después apuñaló a otro; otra versión indica que defendió a un cliente atacado a trompadas por varias personas, mientras estaba trabajando en la confitería; y otra versión más refiere que asesinó a un cochero instigado por una mujer.
En 1919 su nombre apareció en una noticia en primera plana del periódico El Orden, a raíz de su detención por la policía por un incidente producido cuando molestaba a una mujer, hecho por el cual fue condenado a tres años de cárcel en un juicio en el que fue defendido por el abogado Alberto Aybar Augier, que era en ese momento presidente de la Cámara de Senadores provincial. Dos años después fue indultado por el interventor federal de la provincia. Para entonces se había convertido en el principal colaborador de Martín Leiva, a quien se acusaba de haber matado el 15 de marzo de 1921 en Concepción al político Estanislao Uraga.
Según el periodista Páez de la Torre, en 1921 Bazán asesinó al oficial de policía Segundo Pascual Figueroa, un hecho que apareció en la prensa sin individualización de autores, si bien figura en el prontuario de Leiva, quien es detenido al igual que Bazán.
Estuvo preso en la cárcel ubicada en la Avda. Sarmiento y 25 de mayo de San Miguel de Tucumán, y el 29 de septiembre de 1922 se escapó  con el detenido Martín Leiva, armados de revólveres con los que abrieron fuego contra los guardias, matando al oficial del cuerpo de bomberos Ramón Saldaño de un balazo, aunque luego Leiva fue atrapado. El periódico El Orden atribuyó el homicidio a Bazán, mientras que La Gaceta menciona a Leiva como el culpable.
El 13 de enero de 1923, cuando  estaba escondido con otros dos hombres en una pequeña casa cerca de la esquina de Mate de Luna y Alem, de la misma ciudad, fueron rodeados por la policía y Bazán Frías abrió la puerta bruscamente y salió corriendo por el parque Avellaneda, seguido de cerca por sus perseguidores a caballo. Mientras intentaba trepar al paredón que rodea el Cementerio del Oeste, recibió varios disparos que le causaron la muerte. En sus bolsillos llevaba un crucifijo, una medalla y un escapulario (era devoto del Sagrado Corazón de Jesús), 50 centavos, una copia de su orden de captura y varias  llaves ganzúas.
Fue velado en el Cementerio del Norte por su padre, quien colocó velas alrededor del cadáver. 
Según la leyenda, no pudo saltar el paredón cuando escapaba porque vio en el cementerio el alma del policía que había matado. Paulatinamente, el recuerdo de su vida fue cambiando hasta convertirse en el de un hombre bueno que se volvió delincuente perseguido por la "mala policía" de la época. Su prontuario no se conserva, pues estaba entre los que el jefe de policía Mario Alberto Mazza colocó junto a los de notables delincuentes de su época en una hoguera que organizó, y fue así que se transformó en el santo popular más importante de Tucumán.
Su tumba tiene en la cabecera un monolito con una cruz de hierro que está cubierto de placas, flores, fotos de los promesantes, rosarios, cintas, imágenes de santos y crucifijos, entre otros objetos.

## Bazán Frías en el arte
En 1958 Álvaro Gutiérrez escribió el radioteatro Bazán Frías, que comenzó a emitirse por LV12 hasta que se fue interrumpido por considerarse que hacía apología del delito. Tomás Eloy Martínez escribió un guion sobre su vida que luego se transformó en un mediometraje de 30 minutos, e hizo un cuento que se publicó en La Gaceta en 2006. Mary Guardia escribió la novela De fornicarios, bandoleros y figuras, publicada en 2007, donde recrea su vida y su relación con Elena en base a historias transmitidas oralmente. En 2019 se estrenó el filme Bazán Frías, elogio del crimen, dirigida por Lucas García Melo y Juan Mascaró sobre el guion del primero. Los organizadores del filme armaron un taller de actuación en el viejo comedor del penal, donde grabaron algunas escenas y para otras usaban las locaciones previstas. La relación fue buena con los internos y desde el inicio les gustó la idea de participar en la película, por lo que contaron con mucha participación y entrega de su parte. Si bien los organizadores descreen de que el sistema penitenciario sirva para reinsertar a las personas en la sociedad, rescatan que la película los acercó a un oficio, aprendieron algo o, por lo menos, tuvieron una pequeña distracción una vez a la semana. Según Mascaró, tres internos que participaron en el filme fallecieron antes del estreno. Moisés Amaya salió de la cárcel y un año después lo mataron a tiros en la puerta de su casa; otro interno, llamado David, murió quemado en el penal, y un tercero, Matías Pereyra, que tenía el papel de Leiva, después de denunciar la preparación de un motín por las redes sociales fue quemado en su celda; estuvo tres meses en coma y al año siguiente se suicidó.